# Nonea turcomanica
Nonea turcomanica är en strävbladig växtart som beskrevs av M. Popov. Nonea turcomanica ingår i släktet nonneor, och familjen strävbladiga växter. Inga underarter finns listade i Catalogue of Life.